# 凤山镇 (福泉市)
凤山镇，是中华人民共和国贵州省黔南布依族苗族自治州福泉市下辖的一个乡镇级行政单位。
2014年1月7日，贵州省人民政府批复同意福泉市部分乡镇行政区划调整，以原兴隆乡及原凤山镇的文昌社区、金凤村、竹王城村、羊昌河村地域为新设置的凤山镇行政区域，镇人民政府驻文昌社区；将原凤山镇的甘巴哨村划入新设置的马场坪街道办事处管辖。

## 行政区划
凤山镇下辖以下地区：
凤山社区、金凤村、羊昌河村、竹王城村、兴隆街村、凉水井村、葛洞村、哲港村、三根树村和兴隆乡。